# Festival Internacional de Cine de Cannes de 1981
El 34º Festival Internacional de Cine de Cannes se celebró entre el 15 al 27 de mayo de 1981. La Palma de Oro fue otorgada a El hombre de hierro de Andrzej Wajda
El festival se abrió con Tre fratelli de Francesco Rosi y se cerró con Honeysuckle Rose, de Jerry Schatzberg.

## Jurado

### Competición principal
Las siguientes personas fueron nominadas para formar parte del jurado de la competición principal en la edición de 1981:
- Jacques Deray (Francia) Presidente
- Ellen Burstyn (USA)
- Jean-Claude Carrière (Francia)
- Robert Chazal (Francia)
- Attilio d'Onofrio (Italia)
- Christian Defaye (Suiza) (periodista)
- Carlos Diegues (Brasil)
- Antonio Gala (España)
- Andrei Petrov (URSS)
- Douglas Slocombe (GB)

## Selección oficial

### En competición – películas
Las siguientes películas compitieron por la Palma d'Or:
- Engel aus Eisen de Thomas Brasch
- Beau-père de Bertrand Blier
- Carros de fuego de Hugh Hudson
- Cserepek de István Gaál
- Excalibur de John Boorman
- Faktas de Almantas Grikevičius
- Tulipää de Pirjo Honkasalo and Pekka Lehto
- La puerta del cielo de Michael Cimino
- Les Années lumière de Alain Tanner
- Looks and Smiles de Ken Loach
- El hombre de hierro de Andrzej Wajda
- Mefisto de István Szabó
- Montenegro de Dušan Makavejev
- Patrimonio nacional de Luis García Berlanga
- Neige de Juliet Berto
- Passione d'amore de Ettore Scola
- Possession de Andrzej Żuławski
- Quartet de James Ivory
- La pelle de Liliana Cavani
- Thief de Michael Mann
- La tragedia de un hombre ridículo de Bernardo Bertolucci
- Les uns et les autres de Claude Lelouch

### Un Certain Regard
Las siguientes películas fueron elegidas para competir en Un Certain Regard:
- Dios los cría... de Jacobo Morales
- Satah Se Uthata Aadmi de Mani Kaul
- Golyamoto noshtno kapane de Binka Zhelyazkova
- Cerromaior de Luís Filipe Rocha
- Eijanaika de Shohei Imamura
- Eu Te Amo d'Arnaldo Jabor
- Que se haga la luz de John Huston
- Memoirs of a Survivor de David Gladwell
- Un moment de bonheur de Yves Laumet
- Mur Murs de Agnès Varda
- Elef Nishikot K'tanot de Mira Recanati
- El testigo de Péter Bacsó
- Ko to tamo peva de Slobodan Šijan
- Samo jednom se ljubi de Rajko Grlić

### Películas fuera de competición
Las siguientes películas fueron elegidas para ser proyectadas fuera de competición:
- Anima – Symphonie phantastique de Titus Leber
- Bodas de sangre de Carlos Saura
- Da nao tian gong de Wan Laiming
- From Mao to Mozart: Isaac Stern in China de Murray Lerner
- Rece do góry de Jerzy Skolimowski
- Honeysuckle Rose de Jerry Schatzberg
- A Légy de Ferenc Rofusz
- El cartero siempre llama dos veces de Bob Rafelson
- Malu tianshi de Mu-jih Yuan
- This Is Elvis de Malcolm Leo, Andrew Solt
- Tre fratelli de Francesco Rosi
- Ku nao ren de xiao de Yimin Deng, Yanjin Yang

### Cortometrajes en competición
Los siguientes cortometrajes competían para la Palma de Oro al mejor cortometraje:
- Alephah de Gérald Frydman
- André Derain, thèmes et variations de François Porcile
- Dilemma de John Halas
- Diskzokej de Jiří Barta
- Král a skritek de Lubomír Beneš
- Manövergäste de G. Nicolas Hayek
- Maskirani razbojni de Petar Lalovic
- Moto Perpetuo de Béla Vajda
- Ne me parlez plus jamais d'amour de Sylvain Madigan
- Le Rat de Elisabeth Huppert
- Ravnovesie de Boiko Kanev
- Trcanje de Dusko Sevo
- Zea de André Leduc

## Secciones paralelas

### Semana Internacional de los Críticos
Las siguientes películas fueron elegidas para ser proyectadas en la Semana de la Crítica (20º Semaine de la Critique):
Películas en competición
- She Dances Alone, de Robert Dornhelm (Austria/USA)
- Ćma de Tomasz Zygadlo (Polonia)
- Fil, fond, fosfor de Philippe Nahoun (Francia)
- Es ist kalt in Brandenburg de Villi Hermann, Niklaus Meienberg, Hans Stürm (Suiza)
- Malou de Jeanine Meerapfel (RFA)
- Fertile Memory de Michel Khleifi (Bélgica/ Palestina)
- Le Chapeau malheureux de Maria Sos (Hungría)

### Quincena de los directores
Las siguientes películas fueron elegidas para ser proyectadas en la Quincena de los directores de 1983 (Quinzaine des Réalizateurs):
Películas
- Albert Pinto Ko Gussa Kyon Ata Hai de Saeed Mirza
- Alligator Shoes de Clay Borris
- Americana de David Carradine
- Ato de Violência de Eduardo Escorel
- Baddegama de Lester James Peries
- Bolívar, Sinfonía Tropical de Diego Risquez (versió super 8)
- Bona de Lino Brocka
- Chakra, Vicious Circle de Rabindra Dharmaraj
- Conversa Acabada de João Botelho
- Desperado City de Vadim Glowna
- Die Beruehrte de Helma Sanders-Brahms
- Francisca de Manoel de Oliveira
- Ha-Ayit de Yaky Yosha
- Het teken van het beest de Pieter Verhoeff
- In Defense of People de Rafigh Pooya
- Les fruits de la passion de Shuji Terayama
- Les Plouffe de Gilles Carle
- Memorias Do Medo de Alberto Graça
- Nárcisz és Psyché de Gábor Bódy
- Seuls de Francis Reusser
- Tell Me A Riddle de Lee Grant
- Wizja lokalna 1901 de Filip Bajon

Cortometrajes
- Evolution de Sheila Graber
- Face To Face de Sheila Graber
- Le Miroir Vivant d'Eunice Hutchins, Norbert Barnich
- Michelangelo de Sheila Graber
- Music For Film de Jean-Claude Wouters
- Pour Trois Minutes De Gloire de Jean-Claude Bronckart
- T.V.O. de Carlos Castillo
- The Electric Disco Chicken de Bob Goodness
- Tous Les Garcons de Yves Laberge
- Tre Per Eccesso de Giampierro Vinciguerra
- Uno Para Todos, Todos Para Todos de Carlos Castillo

## Premios

### Premios oficiales

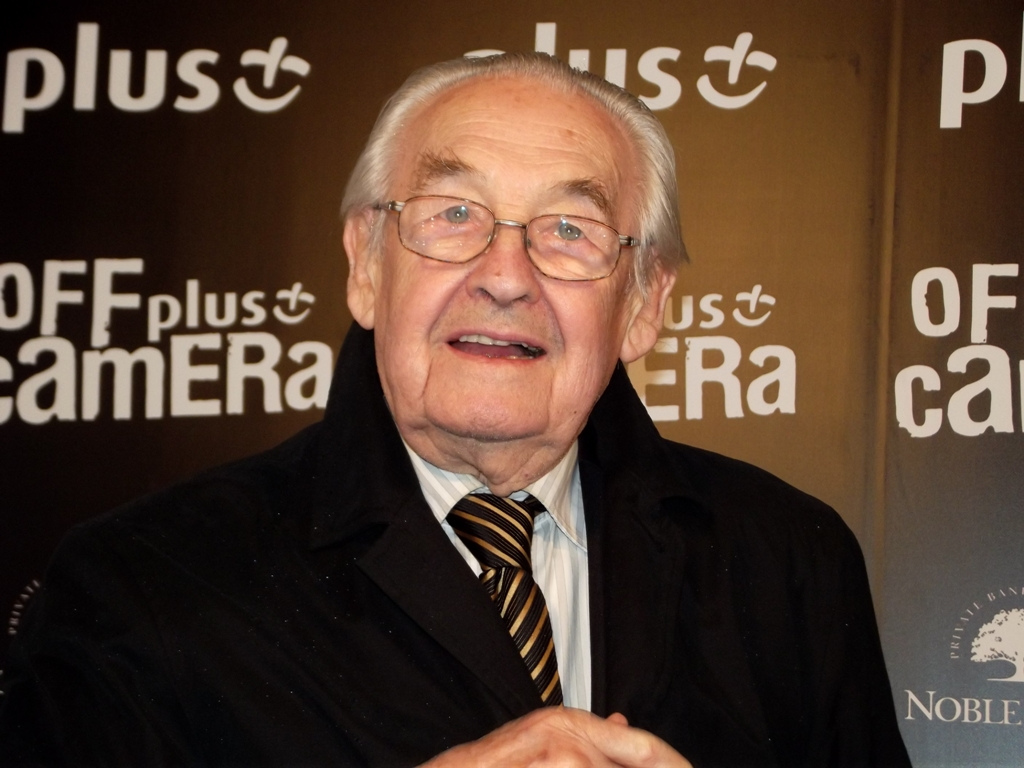
Andrzej Wajda, ganador de la Palma de Oro

Els galardonados en las secciones oficiales de 1981 fueron:
- Palma de Oro: El hombre de hierro de Andrzej Wajda
- Gran Premio del Jurado: Les Années lumière de Alain Tanner
- Mejor guion: István Szabó por Mefisto
- Mejor actriz:  Isabelle Adjani por Quartet y Possession
- Mejor actor:Ugo Tognazzi por La tragedia de un hombre ridículo
- Premio del Festival de Cannes al mejor actor secundario: Ian Holm por Carros de fuego
- Premio del Festival de Cannes al mejor actriz secundaria: Elena Solovéi por Faktas
- Mejor contribución artística: Excalibur de John Boorman
- Premio del Jurado: Le Rat de Elisabeth Huppert y Zea de André Leduc

Caméra d'or
- Caméra d'or: Desperado City de Vadim Glowna
- Palma de Oro al mejor cortometraje:  Moto Perpetuo de Béla Vajda

### Premios independentes
Premios FIPRESCI
- Malou de Jeanine Meerapfel (Setmana Internacional de la Crítica)
- Mefisto de István Szabó (En competición)

Commission Supérieure Technique
- Gran Premio Técnico: Les uns et les autres por la calidad del sonido

Jurado Ecuménico
- Premio del Jurado Ecuménico: El hombre de hierro de Andrzej Wajda
- Jurado Ecuménico - Mención especial:  Carros de fuego de Hugh Hudson y Looks and Smiles de Ken Loach[13]

Premio de la Juventud 
- Looks and Smiles de Ken Loach
- Neige de Juliet Berto y Jean-Henri Roger